# سلافكو بيتروفيتش
سلافكو بيتروفيتش (10 أغسطس 1958 في صربيا - ) هو مدرب كرة قدم ولاعب كرة قدم صربي في مركز حراسة المرمى. لعب مع النجم الأحمر بلغراد وروت فايس إيسن وفورتونا دوسلدورف وTSV Amicitia Viernheim ‏ وفورماتيا فورمز ‏.

## وصلات خارجية
- سلافكو بيتروفيتش على موقع قاعدة بيانات كرة القدم.إي يو (الإنجليزية)
- سلافكو بيتروفيتش على موقع Soccerway.com (الإنجليزية)
- سلافكو بيتروفيتش على موقع عالم كرة القدم.نت (الإنجليزية)